# Arytainilla montivaga
Arytainilla montivaga är en insektsart som beskrevs av Percy 2002. Arytainilla montivaga ingår i släktet Arytainilla och familjen rundbladloppor. Inga underarter finns listade i Catalogue of Life.